# Pilsbryspira albomaculata
Pilsbryspira albomaculata é uma espécie de gastrópode do gênero Pilsbryspira, pertencente a família Pseudomelatomidae.